# خز (فیلم)
خز (به انگلیسی: Fur) نام فیلمی از استیون شینبرگ با بازی نیکول کیدمن است که در سال ۲۰۰۶ توزیع شد.

## نقش‌ها
| بازیگر             | نقش              |
| ------------------ | ---------------- |
| نیکول کیدمن        | دیان آربوس       |
| رابرت داونی جونیور | لیونل سووینی     |
| تای بورل           | آلن آربوس        |
| هریس یولین         | دیوید نمه روف    |
| جین الکساندر       | گرته رود نمه روف |
| امی کلارک          | گریس آربوس       |
| جنویو مک‌کارتی      | سوفی آربوس       |
| بوریس مک‌گیور       | جک هنری          |
| مارسلین هوگات      | تیپا هنری        |

## داستان فیلم
دیان آربس، به همراه همسرش آلن مشغول عکس گرفتن از مدل‌ها هستند. دستیاری آلن برای دیان ملال‌آور است که این قضیه با لیونل، همسایه طبقه بالای آن‌ها، تغییراتی را در زندگی وی پدیدمی‌آورد. تمام بدن لیونل از مو پوشیده شده‌است.....